# Wilhelm Semmelroth
Wilhelm Semmelroth (* 4. Mai 1914 in Bitburg; † 1. Juli 1992 bei München) war ein deutscher Regisseur.

## Leben
Wilhelm Semmelroth wuchs in Bonn auf und studierte in Köln und Berlin. 1945/1946 arbeitete er für die deutsche Abteilung der BBC London, anschließend kam er als Regisseur zum NWDR Köln. 1949 wurde er Leiter der dortigen Hörspielabteilung. 1960 wurde er Chef der Fernsehspielabteilung des WDR. 
In dieser Funktion betreute er als Produzent unter anderem den fünfteiligen Rex-Stout-TV-Krimi „Zu viele Köche“ (1960, mit Heinz Klevenow und Joachim Fuchsberger) und die Francis-Durbridge-Klassiker „Tim Frazer“ (1963), „Tim Frazer und der Fall Salinger“ (1964), jeweils mit Max Eckard und Konrad Georg, und „Die Schlüssel“ (1964, mit Harald Leipnitz und Albert Lieven). Im Durbridge-Reißer „Das Messer“ (1971, mit Hardy Krüger) spielte er eine Schlüsselfigur: den entführten Wissenschaftler Dr. Hamilton. Die Besetzung erfolgte als Insidergag durch den Regisseur Rolf von Sydow, weil Semmelroth in den 1960er Jahren für die Durbridge-Klassiker selbst verantwortlich war.
Im gleichen Jahr begann er als Regisseur gemeinsam mit seinem Autor Herbert Asmodi Jahr für Jahr Klassiker des Kriminalromans zu verfilmen. Den Beginn machten drei Filme nach Wilkie Collins, es folgten unter anderem zwei Krimiklassiker nach Émile Gaboriau. Alle Mehrteiler avancierten zu sogenannten Straßenfegern und waren hochkarätig besetzt: Heidelinde Weis, Christoph Bantzer, Pinkas Braun, Eric Pohlmann, Theo Lingen, Siegfried Lowitz, Paul Dahlke, Dieter Borsche, Hans Caninenberg, Walter Jokisch, Susanne Uhlen, René Deltgen, Ellen Schwiers, Helmut Käutner: das sind nur einige wenige der vielen Stars, die damals mitwirkten.
Ähnlich wie Alfred Hitchcock hatte Semmelroth in fast allen Filmen einen kleinen Gastauftritt. Bei allen Krimiklassikerverfilmungen arbeitete er mit dem Komponisten Hans Jönsson („Paul Temple-Hörspiele“) zusammen. Auch seine Lebensgefährtin Jutta Kammann spielte in den meisten Filmen mit.

## Werke (Auswahl)
Regie
- Thomas Wolfe: Herrenhaus, mit Gustaf Gründgens. Prod.: NWDR, 1954
- William Shakespeare: König Lear. Trauerspiel in fünf Aufzügen, mit Fritz Kortner. Prod.: WDR, 1958. ISBN 3-934012-01-9
- Lawrence Edward Watkin: Der Tod im Apfelbaum, mit Carl Wery, Richard Münch, Wolfgang Büttner, Manfred Kunst. Prod.: NWDR, 1960
- Oscar Wilde: Das Bildnis des Dorian Gray, mit Sebastian Fischer. Prod.: NWDR, 1961
- Erik Reger: Schiffer im Strom, mit Harald Dornseiff. Prod.: WDR, 1961, 3 Teile
- Eugene O’Neill: Kaiser Jones, mit Kenneth Spencer. Prod.: WDR, 1961
- August Strindberg: Der Vater, mit Paul Dahlke und Ruth Hausmeister. Prod.: WDR, 1963
- Scholem Alejchem: Die höhere Schule, mit Ida Ehre, Martin Berliner, Marius Müller-Westernhagen. Prod.: WDR, 1964
- Fjodor Dostojewski: Helle Nächte, mit Kornelia Boje und Hartmut Reck. Prod.: WDR, 1964
- Peter Lotar: Das Bild des Menschen, mit Bernhard Minetti, Hans Caninenberg. Prod.: SFB, 1964
- Friedrich Hebbel: Herodes und Mariamne, mit Antje Weisgerber, Walter Richter Prod.: WDR 1965
- Ossip Dymow: Nju, mit Ellen Schwiers, Günther Ungeheuer, Paul Edwin Roth Prod.: WDR 1965
- Frank Wedekind: König Nicolo oder So ist das Leben, mit Hans Caninenberg Prod.: WDR 1965
- Leo Lehman: Die Liebenden von Florenz, mit Horst Janson und Almut Eggert Prod.: WDR 1966
- August Strindberg: Nach Damaskus, mit Wolfgang Büttner Prod.: WDR 1966
- Franz Grillparzer: Ein treuer Diener seines Herrn, mit Heinz Moog, Prod.: WDR 1967
- Gerhart Hauptmann: Kollege Crampton, mit Alfred Schieske, Prod.: WDR 1967
- Friedrich Hebbel: Die Nibelungen, mit Gerd Keil, Hans Caninenberg, Antje Weisgerber, Prod.: WDR 1967, 2 Teile
- Georg Kaiser: Kolportage, mit Sonja Ziemann, Lukas Ammann, Fritz Wepper, Prod.: WDR, 1968
- Marc Brandel: Immer nur Mordgeschichten, mit Krista Keller, Sieghardt Rupp, Prod.: WDR, 1968
- Goya, mit Wolfgang Büttner, Prod.: WDR 1969, 2 Teile
- José Maria Eça de Queiroz: Der Vetter Basilio, mit Diana Körner. Prod.: WDR, 1969
- Robert Neumann: Emigration, mit Hans Jaray. Prod.: WDR, 1970
- Jürgen Gütt: Tod nach Mitternacht, mit Herbert Tiede, Horst Niendorf. Prod.: WDR, 1970
- Wilkie Collins: Die Frau in Weiß, mit Heidelinde Weis. Prod.: WDR, 1971, 3 Teile
- Philip Freund: Eine Tote soll ermordet werden, mit Siegfried Lowitz. Prod.: WDR, 1972
- Wilkie Collins: Der rote Schal, mit Ellen Schwiers. Prod.: WDR, 1972, 3 Teile
- Wilkie Collins: Der Monddiamant, mit Theo Lingen. Prod.: WDR, 1973, 2 Teile
- Émile Gaboriau: Der Strick um den Hals, mit Dieter Borsche. Prod.: WDR, 1974, 3 Teile
- Émile Gaboriau: Die Affäre Lerouge, mit René Deltgen. Prod.: WDR, 1976, 2 Teile
- Joseph Sheridan Le Fanu: Onkel Silas, mit Hannes Messemer. Prod.: WDR, 1977, 2 Teile
- Mary Elizabeth Braddon: Lady Audleys Geheimnis, mit Susanne Uhlen. Prod.: WDR, 1978, 2 Teile
- Wilkie Collins: Lucilla, mit Ellen Schwiers, Gertraud Jesserer und Gerd Böckmann. Prod.: WDR, 1980, 2 Teile

Produzent
- Gerdt von Bassewitz: Peterchens Mondfahrt, mit Cora Freifrau von dem Bottlenberg. Prod.: NWDR, 1959, Regie: Gerhard F. Hering
- Rex Stout: Zuviele Köche, mit Joachim Fuchsberger. Prod.: NWDR, 1960, 5 Teile, Regie: Kurt Wilhelm
- Francis Durbridge: Das Halstuch, mit Heinz Drache und Albert Lieven. Prod.: WDR, 1962, 6 Teile, Regie: Hans Quest
- Francis Durbridge: Tim Frazer, mit Max Eckard und Konrad Georg. Prod.: WDR, 1963, 6 Teile, Regie: Hans Quest
- Francis Durbridge: Tim Frazer – Der Fall Salinger, mit Max Eckard und Konrad Georg. Prod.: WDR, 1964, 6 Teile, Regie: Hans Quest
- Francis Durbridge: Die Schlüssel, mit Harald Leipnitz und Albert Lieven. Prod.: WDR, 1965,  3 Teile, Regie: Paul May
- Wolfgang Menge: Verhör am Nachmittag, mit Anaid Iplicjian, Hans Nielsen. Prod.: WDR, 1965, 1 Teil, Regie: Walter Davy

Redaktionelle Zuständigkeit:
- Hans Scholz: Am grünen Strand der Spree, mit Bum Krüger, Werner Lieven, Malte Jaeger und Günter Pfitzmann. Prod.: NWDR, 1960, 5 Teile, Regie: Fritz Umgelter

Darsteller
- Francis Durbridge: Das Messer, mit Hardy Krüger. Prod.: WDR, 1971, 3 Teile, Regie: Rolf von Sydow